# حاملاوات الورق
حاملاوات الورق (الاسم العلمي: Phyllophorinae)، فُصيلة حشرات جندبية من فصيلة نطاطات طويلة القرون، وتوجد في آسيا الاستوائية (فقط في شبه جزيرة ماليزيا في البر الرئيسي) وأستراليا.

## الأجناس
أجناس حاملاوات الورق
- Hyperhomala Serville, 1831
- Microsasima: M. stueberi de Jong, 1972
- Parasasima: P. elegans Willemse, 1955
- حامل الورق Thunberg, 1815
- Phyllophorella Karny, 1924
- Phyllophorina Karny, 1924
- Sasima Bolívar, 1903
- Sasimella Karny, 1924
- Sasimoides Karny, 1924 S. spinosissima Karny, 1924
- Siliquofera Bolívar, 1903 S. grandis (Blanchard, 1853)
- Siliquoferella: S.emarginata Karny, 1924
- Strongyloderus: S. serraticollis Westwood, 1834